# Chrístos Mandás (football)
Chrístos Mandás (en grec moderne : Χρήστος Μανδάς), né le 17 septembre 2001 au Pirée en Grèce, est un footballeur grec qui joue au poste de gardien de but à la SS Lazio.

## Biographie

### En club
Né au Pirée, en Grèce, Chrístos Mandás est formé par l'Atromitos FC. Il joue son premier match en professionnel le 28 novembre 2017, lors d'une rencontre de coupe de Grèce face à l'A.E. Sparta P.A.E. (en). Il entre en jeu à la place de Nikola Mirković (en) et son équipe l'emporte par quatre buts à zéro. Mandás joue son premier match dans la Superleague Elláda, la première division grecque, le 5 mai 2018 face à l'AOK Kerkyra. Il entre en jeu et son équipe l'emporte par quatre buts à zéro.
Le 30 septembre 2019, il prolonge son contrat avec l'Atromitos jusqu'en juin 2022.
Le 31 janvier 2022, Chrístos Mandás rejoint l'OFI Crète. Il signe un contrat courant jusqu'en juin 2026.
Le 1er septembre 2023, Chrístos Mandás rejoint l'Italie afin de s'engager en faveur de la Lazio Rome. Il signe un contrat de cinq ans, soit jusqu'en juin 2028.

### En sélection
Chrístos Mandás commence sa carrière en sélection avec l'équipe de Grèce des moins de 16 ans. Il joue au total trois matchs, tous en 2017.
Chrístos Mandás joue son premier match avec l'équipe de Grèce espoirs, face à Chypre, le 25 mars 2021. Il est titularisé et les deux équipes se neutralisent (0-0 score final).